# 高雄熊
高雄熊（英語：Kaohsiung Bear），是高雄市政府推出的高雄市官方吉祥物，現為該市觀光「代言人」。

## 歷史
- 2015年5月，高雄市政府觀光局舉辦「高熊」形象識別公仔設計徵選活動，總計共310件參賽作品，最後由高雄師範大學工業設計系黃同學奪魁：評審一致認為他所創作的「高熊」體態簡潔俐落、親民討喜，為高雄市觀光最佳代言人[1]。
- 2015年7月，高熊更名為「高雄熊」，並以「高雄觀光大使」職稱開始參與高雄市各類型觀光行銷推廣活動。同年7月4日星期六，高雄熊參加了夏至235-旗津黑沙玩藝節[2]與2015田寮奇幻月世界開幕式[3]。7月9日，出席酷航首航迎賓活動[4]。7月16日，出席亞洲航空首航迎賓活動[5]。
- 2016年10月11日，在高雄所舉辦的「2016全台吉祥物PK戰」賽事活動中，歷經1個多月激烈競爭，高雄熊獲得模範公僕組第一名。模範公僕組的亞軍與季軍分別為ㄚ桃園哥與熊讚Bravo[6]。

## 經歷

### 2015年
| 07/20(一)            | 高雄十大冰品記者會                             |
| 07/22(三)            | 104年高屏澎好玩卡行銷推廣媒體計畫宣傳記者會    |
| 07/25(六)            | 高雄輕量級鐵人三項活動                         |
| 08/05(三)            | 《破風》高雄感恩首映禮                         |
| 08/12(三)-08/14(五)  | 東南亞高屏觀光行銷推廣                         |
| 09/12(六)-09/13(日)  | 日本大阪觀光行銷推廣                           |
| 09/24(六)-09/27(日)  | 日本東京觀光行銷推廣                           |
| 09/16(三)            | 中華航空常州直航記者會                         |
| 09/19(六)            | 高雄熊-台灣黑熊保育日(高雄壽山動物園)          |
| 10/10(六)            | 中華卓越盃國際手足球公開賽開幕典禮             |
| 10/16(五)            | 2016高雄南橫馬拉松記者會                       |
| 10/27(二)- 11/29(日) | 2015高雄城市吉祥物PK戰                         |
| 10/28(三)            | 高雄熊輕軌專車                                 |
| 10/30(五)-11/01(日)  | 好玩不倒熊(城市光廊)                           |
| 10/31(六)            | 國際身心障礙者日路跑活動                       |
| 10/31(六)            | 2015田寮月世界萬聖節活動                       |
| 11/03(二)            | 東森幼幼台 YOYO嘻遊記拍攝                      |
| 11/05(四)            | 2015年高雄國際食品展 開幕演出                  |
| 11/06(五)            | 國際郵輪-中華泰山號迎賓                        |
| 11/13(五)            | 高雄女中校慶遊行進場活動                       |
| 11/14(六)            | 2015四重溪溫泉季開幕                           |
| 11/16(一)-11/18(三)  | 歡樂不倒熊(蓮池潭)                             |
| 11/19(四)            | AIRDO北海道首航迎賓活動                        |
| 11/23(一)            | 大西子灣類i-center記者會                       |
| 12/11(五)            | 高雄市立文山高級中學校慶慶祝會                 |
| 12/12(六)            | 2015夢時代氣球大遊行                           |
| 12/18(五)            | 2015高雄嘉年華記者會                           |
| 12/19(六)            | 熊抱鱷魚快閃見面會                             |
| 12/21(一)            | 高雄市樂群國小附設幼兒園冬至活動               |
| 12/21(一)            | 為對抗麻疹募款獅子會2016世界盃高爾夫球賽在高雄 |
| 12/23(三)-12/25(五)  | 高雄熊聖誕特別企畫                             |
| 12/31(四)            | 揮別2015本島最後一道夕陽 高雄陪你一起邁向2016  |

### 2016年
| 01/01(五) | 高雄熊開店迎賓慶元旦           |
| 01/11(一) | 捐血月記者會                   |
| 01/14(四) | 校園之旅-五權國小              |
| 01/17(日) | 偶最可愛吉祥物互動會(大立百貨) |

## 演出與作品
1. 2015高雄國際食品展開幕擊鼓
2. 2015高雄城市吉祥物PK戰－現場PK
3. 2015高雄城市吉祥物PK戰－人氣列車
4. 愛玩客【吳鳳 & 小甜甜 @高雄】【高評價美食陣地！翻轉女王帶頭衝！ 】20151126
5. 【YOYO嘻遊記】港都熊厲害

## 外部連結
- 高雄熊臉書粉絲團 （页面存档备份，存于）
- YouTube上的高雄觀光主題曲-「高雄，水啦」舞蹈教學帶
- YouTube上的高雄觀光主題曲-「高雄，水啦」MV